# Liste der Kulturdenkmäler in Sankt Goar
In der Liste der Kulturdenkmäler in Sankt Goar sind alle Kulturdenkmäler der rheinland-pfälzischen Ortsgemeinde Sankt Goar einschließlich der Stadtteile Biebernheim, Fellen und Werlau aufgeführt. Grundlage ist die Denkmalliste des Landes Rheinland-Pfalz (Stand: 27. Oktober 2023).

## Sankt Goar

### Denkmalzonen
| Bezeichnung                            | Lage                    | Baujahr | Beschreibung | Bild                           |
| -------------------------------------- | ----------------------- | ------- | --- | ------------------------------ |
| Denkmalzone Burg und Festung Rheinfels | westlich der Stadt Lage | 1245    | eine der größten Burgruinen am Rhein, bedeutsam sowohl für die Burgenbaukunst der Grafen von Katzenelnbogen im 14. Jahrhundert, als auch für den Schloss- und Festungsbau des 16. und 18. Jahrhunderts. der Landgrafen von Hessen-Kassel 1245 von Graf Diether von Katzenelnbogen anstelle einer älteren Talburg gegründet; im 13. und 14. Jahrhundert Ausbau zur Residenz der Niedergrafschaft, im 14. und 15. Jahrhundert Mittelpunkt am Mittelrhein; nach dem Aussterben der Katzenelnbogener 1479 an die Landgrafen von Hessen; 1567–83 Residenz des Landgrafen Philipp II. von Hessen-Rheinfels, anschließend an Hessen-Kassel; 1626–47 an Hessen-Darmstadt, dann wieder an Hessen-Kassel; 1692 im Pfälzischen Erbfolgekrieg Belagerung der Franzosen abgeschlagen; 1794 französischen Truppen überlassen, ab 1796 durch Sprengung schrittweise zerstört und als Steinbruch genutzt; seit 1925 in städtischem Besitz Viereckige Kernburg mit nur im Fundament erhaltenen Bergfried; im 14. Jahrhundert Bergfried in „Butterfaßform“ aufgestockt, „Frauenbau“, Schildmauer mit 2 Türmen; 1480 bis 1527 Ausbau zur Festung; Halsgraben zwischen Kernburg und Schildmauer von Tonnengewölbe überdeckt, Rheinseite und zum Gründelbachtal Vorwerke, am Biebernheimer Feld Außenwerke; um 1570/80 Ausbau zur Renaissance-Residenz: vor allem der Rheinflügel („Darmstädter Bau“) mit Fachwerk-Bauten ausgestattet (alle nicht erhalten); Anfang des 17. Jahrhunderts unter anderem Minengänge; in der zweiten Hälfte des 17. Jahrhunderts nochmals Ausbau, 1657–67 Fort „Scharfeneck“ und „Noli me tangere“, „Neue Ravelin“ (heute außerhalb und in Privatbesitz) und „Hohe-Ernst-Schanze“ Die Denkmalzone umfasst die Festungen inklusive des Bergs, auf dem sie steht, und reicht spornartig nach Süden bis zur Stadtmauer, deren Rest in die Denkmalzone aufgenommen sind. Dazu gehört auch der Paradeplatz, die sogenannte „Weiße Villa“ oder „Gut Rheinfels“ (kurz vor 1900 von dem Fabrikanten Reusch errichtet; exponierte Lage neben der Ruine Rheinfels; Putzbau mit gotisierenden Elementen, rustizierter Sockel, Giebelrisalit an der Hangseite, Standerker an der Talseite, Aussichtsaltan und Turm). | weitere Bilder Fotos hochladen |
| Denkmalzone Kernstadt St. Goar         | Lage                    |         | endet im Norden mit der katholischen Kirche, stößt von dort direkt an die südwestlich stehenden hangseitigen Reste der Stadtmauer, verläuft entlang der Stadtmauer bis zum neuzeitlichen Rundturm kurz vor dem Tunnel, wendet sich von dort nach Nordosten dem Rhein zu und endet in Höhe des dort nachgewiesenen, heute nicht mehr erhaltenen Stadtmauerturms; am Rhein verläuft die Grenze entlang der B 9 (bergseitig) | Fotos hochladen                |

### Einzeldenkmäler
| Bezeichnung                                        | Lage                               | Baujahr                              | Beschreibung | Bild                           |
| -------------------------------------------------- | ---------------------------------- | ------------------------------------ | --- | ------------------------------ |
| Stadtmauer                                         | südlich des Stadtkerns Lage        | 14. Jahrhundert                      | erhalten nur die Bergseite; nördlicher Mauerzug aus dem 14. Jahrhundert mit dreigeschossigem Kanzleiturm und dreigeschossigem Hexenturm, Ruine des Taubenturms in der Südhälfte; Neuer Turm, 17. Jahrhundert; Nappenturm, dreigeschossiges großes Blockhaus; südlicher Mauerzug mit Bastion (genannt Pastete), nach 1736 | Fotos hochladen                |
| Weinbauamt                                         | Am Hafen 2 Lage                    | 1898                                 | ehemaliges Amtsgericht; dreigeschossiger Putzbau, bezeichnet 1898 | Fotos hochladen                |
| Städtische Schule                                  | Am Hafen 4/6 Lage                  | 1901                                 | späthistoristischer Walmdachbau mit Eckrisaliten, teilweise verschiefert, teilweise Fachwerk, 1901 | Fotos hochladen                |
| Wasserschutzpolizeistation                         | Am Hafen 8 Lage                    | 1903                                 | repräsentatives gotisierendes Wohnhaus, bezeichnet 1903 | BW                             |
| Wohnhaus                                           | Am Hafen 10 Lage                   | um 1910                              | Putzbau auf Bruchschiefersockel, um 1910; bauliche Gesamtanlage | BW                             |
| Tauchschacht Kaiman                                | Am Hafen, im Winterhafen Lage      | 1892                                 | Tauchschacht „Kaiman“ der Rheinstrombauverwaltung, gebaut 1892, letztes von ehemals zwei Tauchglockenschiffen, die zwischen Köln und Karlsruhe für Arbeiten unter Wasser im Flussbett eingesetzt wurden | Fotos hochladen                |
| Amtsgericht                                        | Bismarckweg 1/3 Lage               | 1914–18                              | ehemaliges Landratsamt; neubarocker Putzbau, 1914–18, Seitenflügel 1928 | Fotos hochladen                |
| Wohnhaus                                           | Grebelgasse 4 Lage                 | 1780                                 | dreigeschossiges Fachwerkhaus, teilweise massiv, verputzt, Walmdach, bezeichnet 1780 | Fotos hochladen                |
| Haus Tusculum                                      | Gründelbach 4 Lage                 | 1900                                 | repräsentatives Wohnhaus, teilweise Zierfachwerk, Wintergarten, 1900; bauliche Gesamtanlage mit Garten | BW                             |
| Villa                                              | Heerstraße 5 Lage                  | 1892                                 | repräsentatives Wohnhaus, teilweise Zierfachwerk, bezeichnet 1892; Garten | Fotos hochladen                |
| Villa                                              | Heerstraße 9/11 Lage               | 1879                                 | Fachwerkvilla, Schweizer Stil, bezeichnet 1879; Fachwerk-Gartenhaus (Nr. 11) mit tief genischtem Zwerchgiebel; bauliche Gesamtanlage mit Garten | Fotos hochladen                |
| Wohnhaus                                           | Heerstraße 13 Lage                 | um 1890                              | winkelförmiger Putzbau, um 1890 | BW                             |
| Tunnelportal                                       | Heerstraße, hinter Nr. 15 Lage     | 1857–59                              | Nordportal des Banktunnels der linksrheinischen Eisenbahntrasse, 1857–59, reiche neugotische Architektur mit Zinnen und Türmchen. Fenster mit Lanzettbogen. | BW                             |
| Loreleyhaus                                        | Heerstraße 41 Lage                 | 18. Jahrhundert                      | Fachwerkhaus, teilweise massiv, verputzt, 18. Jahrhundert | Fotos hochladen                |
| Geländer                                           | Heerstraße, an Nr. 53 Lage         | zweites Viertel des 19. Jahrhunderts | gusseisernes Geländer in klassizistischen Formen, Sayner Hütte, zweites Viertel des 19. Jahrhunderts | Fotos hochladen                |
| Wohn- und Geschäftshaus                            | Heerstraße 59 Lage                 | Ende des 18. Jahrhunderts            | Putzbau, im Kern vom Ende des 18. Jahrhunderts, Ladenvorbau aus den 1930er Jahren; Fachwerk-Hinterhaus, verputzt; im Hinterhof Aufzugsbalken, Bruchsteinmauer. Von 1888 bis 1990 befand sich dort die Rheinfels-Apotheke, die seit 1598 in St. Goar besteht.                                                             | Fotos hochladen                |
| Hotel „Silberne Rose“                              | Heerstraße 63 Lage                 | 1524                                 | dreigeschossiges Fachwerkhaus, teilweise massiv, 17. Jahrhundert, im Kern wohl älter (bezeichnet 1524) | Fotos hochladen                |
| Hotel „Rheinfels“                                  | Heerstraße 69 Lage                 | 1789/90                              | ehemaliges Hotel „Rheinfels“; viergeschossiger, zehnachsiger traufständiger Putzbau, 1789/90 von Johann Daniel Ilges | Fotos hochladen                |
| „Rheinhotel“                                       | Heerstraße 71 Lage                 | 1789                                 | vormals Gasthaus „Goldene Kette“; dreigeschossiger Putzbau, bezeichnet 1789 | Fotos hochladen                |
| Kreissparkasse                                     | Heerstraße 81 Lage                 | 1936                                 | dreizehnachsiger, dreigeschossiger Putzbau, bezeichnet 1936 | Fotos hochladen                |
| Hotel „Zum goldenen Löwen“                         | Heerstraße 82 Lage                 | 1881                                 | dreigeschossiger Fachwerkbau, teilweise massiv, verputzt, 1881 | Fotos hochladen                |
| Wohnhaus                                           | Heerstraße 101 Lage                | 16. Jahrhundert                      | Fachwerkhaus, teilweise massiv, bezeichnet 1675, im Kern eventuell aus dem 16. Jahrhundert, Holzskulptur | Fotos hochladen                |
| Wohn- und Geschäftshaus                            | Heerstraße 114 Lage                | um 1870                              | dreigeschossiger, giebelständiger Putzbau mit Hauptfassade zum Rhein, um 1870 | Fotos hochladen                |
| Wohn- und Geschäftshaus                            | Heerstraße 116 Lage                | zweite Hälfte des 19. Jahrhunderts   | dreigeschossiger, traufständiger Putzbau mit Hauptfassade zum Rhein, zweite Hälfte des 19. Jahrhunderts; in der Vorgartenmauer: Grünewaldsbrunnen, bezeichnet 1722 | Fotos hochladen                |
| Keller                                             | Heerstraße, in Nr. 120 Lage        |                                      | zweijochiger Keller mit Kreuzgratgewölbe, möglicherweise mittelalterlich | BW                             |
| Wohnhaus                                           | Heerstraße 123 Lage                | 1682                                 | dreigeschossiges Fachwerkhaus, teilweise massiv, bezeichnet 1682, im Kern älter | Fotos hochladen                |
| Rathaus                                            | Heerstraße 130 Lage                | 1880                                 | Backsteinbau auf kreuzförmigem Grundriss, Mischformen aus Neugotik und Neurenaissance, bezeichnet 1880 | Fotos hochladen                |
| Katholische Pfarrkirche St. Goar und St. Elisabeth | Heerstraße 133 Lage                | 1887–91                              | neugotische Basilika, Bruchstein, 1887–91, Architekten Heinrich Wiethase und Eduard Endler, Köln; 1923 Turm des barocken Vorgängerbaus als Glockenturm einbezogen | weitere Bilder Fotos hochladen |
| Haustür                                            | Herpellstraße, an Nr. 2 Lage       | 1784                                 | Haustür mit Rocaille-Ornamenten, 1784 | Fotos hochladen                |
| Brunnen                                            | Kirchplatz Lage                    | zweite Hälfte des 19. Jahrhunderts   | Schwengelpumpe, wohl aus der Rheinböllener Hütte, zweite Hälfte des 19. Jahrhunderts | Fotos hochladen                |
| Haustür                                            | Kirchplatz, an Nr. 6 Lage          | 1772                                 | zweiflügelige Rokokotür, 1772 | Fotos hochladen                |
| Keller                                             | Markt, in Nr. 1 Lage               |                                      | zweischiffiger Keller, wohl mittelalterlich | BW                             |
| Hotel „Am Markt“                                   | Markt 2 Lage                       | 1922                                 | ehemaliges Kreis-Elektrizitätsamt; Mansarddachbau, 1922 | Fotos hochladen                |
| Evangelische Stiftskirche                          | Markt 3 Lage                       | 1469                                 | dreischiffige spätgotische Emporenhalle, Ostteil über romanischer Krypta, spätromanischer Chor, Chorflankentürme, Beginn des Turmausbaus bezeichnet 1469; umfangreiche Wiederherstellung, 1889–95, Architekt Heinrich Wiethase, Köln                                                                                     | weitere Bilder Fotos hochladen |
| Kloster                                            | Markt 4 Lage                       | 1724                                 | ehemaliges Stiftsgebäude, jetzt Finanzamt; fünfzehnachsiger Putzbau, im Kern Fachwerk, bezeichnet 1724, im Kern älter | Fotos hochladen                |
| Hanbrunnen                                         | Oberstraße, gegenüber Nr. 3 Lage   | 1788                                 | Brunnenkammer in Bruchschiefermauer, bezeichnet 1788 | Fotos hochladen                |
| Wohnhaus                                           | Oberstraße 15 Lage                 | 1749                                 | neunachsiger Walmdachbau, bezeichnet 1749 | Fotos hochladen                |
| Wohnhaus                                           | Oberstraße 16 Lage                 | Mitte des 18. Jahrhunderts           | dreigeschossiger repräsentativer Walmdachbau, Mitte des 18. Jahrhunderts, Aufstockung im 19. Jahrhundert; bauliche Gesamtanlage mit Garten | Fotos hochladen                |
| Wohnhaus                                           | Oberstraße 19 Lage                 | Ende des 18. Jahrhunderts            | Mansarddachbau, Fachwerk verkleidet, Ende des 18. Jahrhunderts | Fotos hochladen                |
| Wohnhaus                                           | Oberstraße 20 Lage                 | 1764                                 | sechsachsiger Mansardwalmdachbau, bezeichnet 1764 | Fotos hochladen                |
| Haustür                                            | Oberstraße, an Nr. 26 Lage         | zweite Hälfte des 18. Jahrhunderts   | Rokoko-Oberlichttür, zweite Hälfte des 18. Jahrhunderts | Fotos hochladen                |
| Haus Napp                                          | Oberstraße 27 Lage                 | 1780                                 | Mansarddachbau mit ehemaligem Fabrikationsbereich, Fachwerk verputzt, bezeichnet 1780 | Fotos hochladen                |
| Bahnhof Sankt Goar                                 | Oberstraße 32 Lage                 | 1860                                 | expressionistischer Bruchsteinbau, 1926–28; Güterabfertigungshalle, 1909/10 | weitere Bilder Fotos hochladen |
| „Hoffmanns Weinstube“                              | Oberstraße 34 Lage                 | 1929                                 | Bruchsteinbau, 1929, mit Teilen des Vorgängers des 17. Jahrhunderts | Fotos hochladen                |
| „Alte Weinstube zur Krone“                         | Oberstraße 38 Lage                 | 18. Jahrhundert                      | Fachwerkbau, teilweise massiv, 18. Jahrhundert | Fotos hochladen                |
| Wohnhaus                                           | Oberstraße 39 Lage                 | Anfang des 20. Jahrhunderts          | dreigeschossiges Wohnhaus, teilweise Fachwerk, Anfang des 20. Jahrhunderts | Fotos hochladen                |
| Haustür                                            | Oberstraße, an Nr. 46 Lage         | 18. Jahrhundert                      | zweiteilige Oberlichttür mit Rocaillen, 18. Jahrhundert | Fotos hochladen                |
| Wohnhaus                                           | Oberstraße 77 Lage                 | 1891                                 | neugotischer Backsteinbau, 1891 | Fotos hochladen                |
| Brunnen                                            | Pumpengasse, bei Nr. 4 Lage        | zweite Hälfte des 19. Jahrhunderts   | Schwengelpumpe, wohl aus der Rheinböllener Hütte, zweite Hälfte des 19. Jahrhunderts | Fotos hochladen                |
| Brunnen                                            | Pumpengasse, gegenüber Nr. 7 Lage  | zweite Hälfte des 19. Jahrhunderts   | Schwengelpumpe, wohl aus der Rheinböllener Hütte, zweite Hälfte des 19. Jahrhunderts | Fotos hochladen                |
| Wohnhaus                                           | Schleiergasse 9 Lage               | 18. Jahrhundert                      | Fachwerkhaus, teilweise massiv und verschiefert, 18. Jahrhundert; bauliche Gesamtanlage mit Backsteinstall, um 1900 | Fotos hochladen                |
| Grabmal                                            | Schlossberg, auf dem Friedhof Lage |                                      | Grabmal Böcking, Engel mit Anker | Fotos hochladen                |
| Wohnhaus                                           | Sonnengasse 6 Lage                 | 1779                                 | dreigeschossiges Fachwerkhaus, verputzt, bezeichnet 1779 | BW                             |
| Spritzenhaus                                       | Sonnengasse 8 Lage                 | 1750                                 | ehemaliges Spritzenhaus; Fachwerkbau, teilweise massiv, verputzt, Mansardwalmdach, bezeichnet 1750 | Fotos hochladen                |
| Tunnelportal                                       | südöstlich der Stadt Lage          | 1857–59                              | Südportal des Banktunnels der linksrheinischen Eisenbahntrasse, 1857–59, reiche neugotische Architektur mit Zinnen und Türmchen | weitere Bilder Fotos hochladen |

## Biebernheim

### Einzeldenkmäler
| Bezeichnung                                           | Lage                               | Baujahr                            | Beschreibung | Bild                           |
| ----------------------------------------------------- | ---------------------------------- | ---------------------------------- | --- | ------------------------------ |
| Brunnen                                               | An der Bach, Ecke Linnengasse Lage | zweite Hälfte des 19. Jahrhunderts | Schwengelpumpe, Gusseisen, Rheinböllener Hütte, zweite Hälfte des 19. Jahrhunderts                                     | BW                             |
| Wohnhaus                                              | Dorfstraße 2 Lage                  | frühes 18. Jahrhundert             | Fachwerkhaus, frühes 18. Jahrhundert                                                                                   | BW                             |
| Evangelische Kirche                                   | Dorfstraße 8 Lage                  | 1702–05                            | Mansarddachbau mit trapezförmigem Chor, 1702–05, mit Teilen des Vorgängers; bauliche Gesamtanlage mit umgebendem Areal | weitere Bilder Fotos hochladen |
| Brunnen                                               | Kuhweg Lage                        | zweite Hälfte des 19. Jahrhunderts | Schwengelpumpe, Gusseisen, Rheinböllener Hütte, zweite Hälfte des 19. Jahrhunderts                                     | Fotos hochladen                |
| Wohnhaus                                              | Linnengasse 52/54 Lage             | 18. Jahrhundert                    | zweiflügeliger Fachwerkbau, Walmdach, 18. Jahrhundert                                                                  | BW                             |
| Katholische Kapelle St. Maria Regina und St. Leonhard | Ringstraße 9 Lage                  | 1954–56                            | einschiffiger Saalbau mit Fassadenflankenturm, Beton, 1954–56, Architekt F. Ritter, Spay                               | weitere Bilder Fotos hochladen |

## Fellen

### Einzeldenkmäler
| Bezeichnung | Lage                                 | Baujahr | Beschreibung                                                                 | Bild            |
| ----------- | ------------------------------------ | ------- | ---------------------------------------------------------------------------- | --------------- |
| Meilenstein | an der B 9 in Richtung St. Goar Lage | 1818    | preußischer Ganzmeilenstein, Obelisk mit seitlichen Sitzbänken, Basalt, 1818 | Fotos hochladen |

## Werlau

### Denkmalzonen
| Bezeichnung                      | Lage                        | Baujahr                | Beschreibung | Bild |
| -------------------------------- | --------------------------- | ---------------------- | --- | ---- |
| Denkmalzone Forsthaus Brandswald | nordwestlich des Ortes Lage | frühes 19. Jahrhundert | umfasst das Forsthaus (siehe dort), Wirtschaftstrakt, Scheune, Backhaus, Brunnen und Garten, mit Hecken umzäunt | BW   |

### Einzeldenkmäler
| Bezeichnung                    | Lage                        | Baujahr                  | Beschreibung | Bild |
| ------------------------------ | --------------------------- | ------------------------ | --- | ---- |
| Evangelische St.-Georgs-Kirche | Kirchstraße Lage            | 1692–98                  | Saalbau, 1692–98, Umfassungsmauern des mittelalterlichen Vorgängers, Turm 1789–91, Betsaal 1892, Umbau, Neubau des Turms, 1906/07        | BW   |
| Wohnhaus                       | Kirchstraße 11 Lage         | 18. oder 19. Jahrhundert | verputztes Fachwerkhaus, 18. oder 19. Jahrhundert                                                                                        | BW   |
| Evangelisches Pfarrhaus        | Rheingoldstraße 52 Lage     | 1832/33                  | ehemaliges evangelisches Pfarrhaus; klassizistischer Walmdachbau, verkleidet (Fachwerk?), 1832/33, Bauinspektor Ferdinand Nebel, Koblenz | BW   |
| Forsthaus Brandswald           | nordwestlich des Ortes Lage | frühes 19. Jahrhundert   | Bruchsteinbau, frühes 19. Jahrhundert | BW   |